# Icilio Vanni
Icilio Vanni (Città della Pieve, 1855 – Roma, 1903) è stato un filosofo e sociologo italiano.
Iniziò la carriera accademica come docente di storia del diritto presso l'Università di Perugia nel 1877 e successivamente fu insegnante di Filosofia del diritto a Parma (1889), Bologna (1893) e Roma (1889-1903)
Tra i primi rappresentanti e fondatori del positivismo sociologico in Italia, il suo pensiero si ispira a Immanuel Kant e agli autori principali del positivismo del XIX secolo e a lui si deve anche una originale lettura "positivista" della dottrina storicistica di Giambattista Vico. Il suo è stato definito un "positivismo critico" che vuole distinguere cioè tra le scienze del diritto dalla filosofia del diritto contestando e rifiutando l'assimilazione positivista di quest'ultima con la morale e la sociologia, dottrina nata nell'ambito del positivismo, verso la quale egli ebbe un interesse particolare cercando di teorizzarne il carattere scientifico differenziandola però sia dall'evoluzionismo che dalla biologia.
Vanni considerò essenziale l'autonomia teorica della norma giuridica dai rapporti con gli aspetti storici-etnografici delle istituzioni giuridiche.  Egli è convinto che la filosofia del diritto debba avere la funzione pratica di definire i fini dell'azione umana nella società. In questo modo Vanni ribadiva l'impostazione criticista kantiana del suo pensiero che acquistava toni metafisici criticati dal positivismo ortodosso che lo accusò di eclettismo.

## Opere

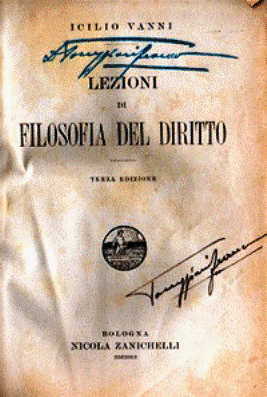
Copertina delle Lezioni di filosofia del diritto

- Della consuetudine nei suoi rapporti col dritto e con la legislazione, Perugia, 1877;
- Saggi critici sulla teoria sociologica della popolazione, Città di Castello, 1886;
- Prime linee di un programma critico di sociologia, Perugia, 1888;
- Il problema della filosofia del diritto nella filosofia, nella scienza e nella vita ai tempi nostri, Verona, 1890;
- Gli studi di H. Sumner Maine e le dottrine della filosofia del diritto, Verona, 1892;
- La funzione pratica della filosofia del diritto considerata in sé ed in rapporto al socialismo contemporaneo, Bologna, 1894;
- La filosofia del diritto in Germania e la ricerca positiva: nota critica, Torino, 1896;
- Il dritto nella totalità dei suoi rapporti e la ricerca oggettiva, Roma, 1900;
- La teoria della conoscenza come induzione sociologica e l'esigenza critica del positivismo, Roma, 1901;
- Lezioni di filosofia del diritto, Bologna, 1904;
- Saggi di filosofia sociale e giuridica, Bologna, 1906;
- Saggi di filosofia sociale e giuridica: seconda parte, Bologna, 1911.